# Alfred de Musset

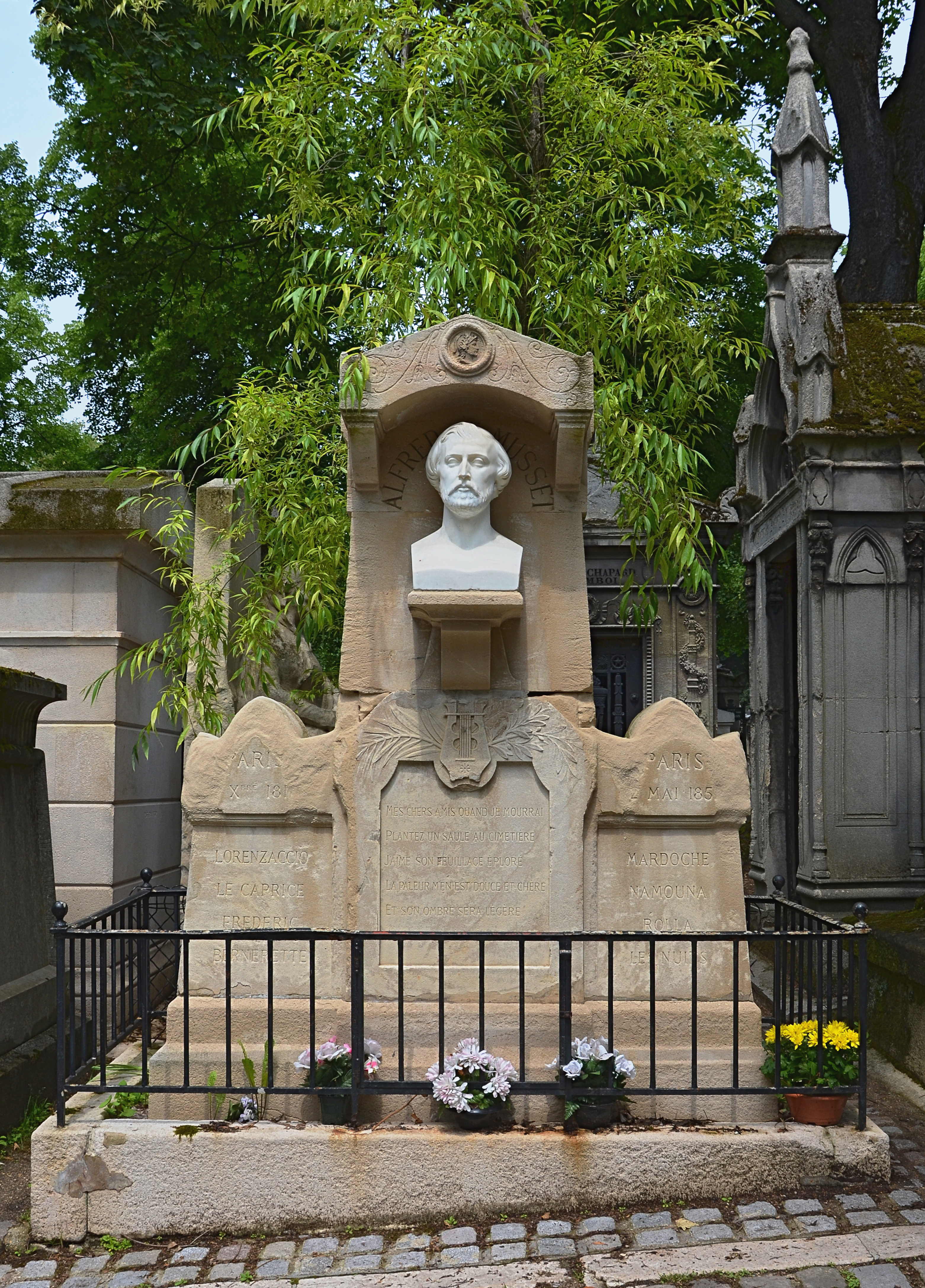
Campa de Alfred de Musset no Cemitério de Père Lachaise.

Alfred Louis Charles de Musset (Paris, 11 de Dezembro de 1810 – Paris, 2 de Maio de 1857) foi um poeta, novelista e dramaturgo francês do século XIX, um dos expoentes mais conhecidos do período literário conhecido como Romantismo. Diz-se que ele foi "o mais clássico dos românticos e o mais romântico dos clássicos". O seu estilo influenciou profundamente a literatura europeia, tendo surgido múltiplos seguidores, entre os quais se conta o poeta português Fausto Guedes Teixeira, o expoente máximo do neo-romantismo na poesia lusófona.

## Biografia
Alfred de Musset nasceu em Paris, filho de Victor-Donatien de Musset-Pathay e de sua mulher Edmée Guyot-Desherbiers, uma família culta e equilibrada, desde há longa data ligada às letras. O seu avô fora poeta e o seu pai, também escritor de mérito, mantinha uma relação estreita com Jean-Jacques Rousseau, cujas obras editava. Por esta via, Rousseau exerceu uma grande influência sobre o jovem poeta, em cuja obra recebe diversas homenagens, enquanto atacava violentamente Voltaire, o grande adversário de Rousseau.
Matriculou-se no Lycée Henri-IV com nove anos de idade. Em 1827 ganhou o segundo lugar no prémio de escrita em latim do Concours général com o ensaio A origem de nossos sentimentos, revelando assim o seu talento literário. Ainda hoje um busto assinala naquele liceu a passagem de Musset como aluno distinto.
Depois de tentar iniciar uma carreira em Medicina, que abandonou devido à sua repugnância pelas dissecções, tentou Direito, desenho, ensino da língua inglesa, piano e saxofone. Foi então que, com a ajuda de Paul Foucher, um cunhado de Victor Hugo, começou a frequentar, com apenas 17 anos de idade, o Cénacle, o salão literário de Charles Nodier na Bibliothèque de l'Arsenal, descobrindo a sua vocação para a literatura e decidindo seguir carreira literária.
No Cénacle simpatiza com Charles Augustin Sainte-Beuve e Alfred de Vigny, mas recusa-se a adular o «mestre» Victor Hugo. Mais tarde ridicularizou os passeio nocturnos dos membros do Cénacle pelas torres da catedral de Notre-Dame e outras actividades do grupo.
Publicou em 1829 o seu primeiro livro, intitulado Contos de Espanha e da Itália, que despertou ao mesmo tempo admiração e protesto, por conter paródias em verso a algumas das mais reverenciadas obras românticas da época.
Sendo o mais novo integrante da nova escola literária francesa, ombreando com grandes nomes, como Alfred de Vigny, Prosper Mérimée, Charles Augustin Sainte-Beuve, entre outros, quando tinha 20 anos a sua fama literária era já grande, colocando-o entre os melhores cultores do Romantismo, mas também já o ligando a hábitos de dandy e a uma vida amorosa desregrada e boémia.
Musset tentou então a sua sorte no teatro, tentando produzir obras dramáticas que lhe permitissem ganhar a vida. Em Dezembro de 1832 aparece o seu primeiro Spectacle dans un fauteuil, que se compunha de um drama, La Coupe et les Lèvres, uma comédia, À quoi rêvent les jeunes filles?, e um conto oriental, Namouna. Musset exprime já nesta recolha a dolorosa tensão entre deboche e pureza de costumes que dominará muita da sua obra.
Contudo, após o fracasso da sua obra Nuit Vénitienne, escreveria, numa carta a P. Calais «adieu à la ménagerie, et pour longtemps» (adeus à ribalta, e por muito tempo), num afastamento que duraria até 1847, ano em que, já alcoólico, retorna às lides teatrais com outra serenidade.
Em 1832 parte para Itália na companhia de George Sand, com quem mantinha um escandaloso relacionamento amoroso. Esta viagem inspirou-lhe a obra Lorenzaccio, um drama romântico escrito em 1834. Publica então os Contes d'Espagne et d'Italie.
Durante esta viagem Musset adoece e George Sand torna-se na amante do seu médico, Pietro Pagello. Regressa então a Paris, onde faz representar as comédias Le Chandelier, On ne badine pas avec l'Amour e Il ne faut jurer de rien, que se mantêm no repertório do Théâtre-Français. Escreve também novelas em prosa e a Confession d'un enfant du siècle, autobiografia anónima dedicada a George Sand, onde ele descreve os sofrimentos que ela lhe teria infligido com a sua infidelidade.
Entre 1835 e 1837, Musset compõe a sua principal obra lírica, intitulada Les Nuits (Nuits de mai, d'août, d'octobre, de décembre), em torno de temáticas relacionadas com o sofrimento amoroso, o amor e a inspiração. Estas poesias, muitos sentimentais, são hoje consideradas como as obras mais representativas do romantismo francês.
Foi entretanto nomeado bibliotecário do Ministério do Interior durante a Monarquia de Julho, envolvendo-se durante esse período numa polémica relacionada com as pretensões francesa nas margens do Reno, agudizadas durante a Crise Franco-Alemão de 1840. A polémica iniciou-se quando o primeiro-ministro francês Adolphe Thiers, que enquanto Ministro do Interior tinha chefiado Musset, exigiu que o território francês se prolongasse até à margem esquerda do Reno, então assumida como a "fronteira natural" da França a leste. Essa pretensão, apesar da população da região ser de língua alemã, baseava-se no domínio sobre a zona exercido durante o consulado de Napoleão Bonaparte, mas era fortemente rejeitada pelos alemães.
Surgiram então canções e poemas rejeitando a pretensão francesa, entre os quais um poema heróico de Nikolaus Becker intitulado Rheinlied (Canção do Reno), que continha o verso: "Sie sollen ihn nicht haben, den freien, deutschen Rhein …" (Jamais o terão, o livre Reno alemão). Musset respondeu a este poema com o seu: "Nous l'avons eu, votre Rhin allemand" (Já o tivemos, o vosso Reno alemão).
Musset foi exonerado do seu lugar de bibliotecário na sequência da Revolução de 1848, mas foi depois nomeado bibliotecário do Ministério da Instrução Pública durante o Segundo Império.
Musset recebeu a Légion d'honneur em 24 de Abril de 1845, ao mesmo tempo que Honoré de Balzac, e foi eleito para a Académie française em 1852, depois de duas tentativas frustradas em 1848 e 1850.
De saúde frágil devido a uma malformação cardíaca congénita, estava frequentemente adoentado, situação que se foi agravando devido ao alcoolismo e a um estilo de vida desregrado. A sua malformação cardíaca provocava abalos cervicais concomitantes com a sua pulsação, fenómeno comum em situações como a insuficiencia aórtica. Como Musset tinha essa condição, ela ficou consagrado pela medicina francesa, e hoje por todo mundo, como Sinal de Musset.
Faleceu em Paris a 2 de Maio de 1857, quase esquecido. A influência do seu irmão mais velho, Paul de Musset, levou a que fosse sepultado no cemitério de Père Lachaise, em Paris, onde hoje uma artística obra funerária o relembra. Foi também Paul de Musset quem exerceu um importante papel na redescoberta da obra de Musset, redigindo a sua biografia e reeditando muitas das suas obras.
A polémica e os comentários despertados pela sua célebre relação amorosa entre Musset e George Sand, que durou entre 1833 e 1835, levou a que escrevesse a novela autobiográfica La Confession d'un Enfant du Siècle, a que ela ripostou com Elle et lui, recontando a história do seu ponto de vista. Esta obra de Sand, publicada em 1859, não foi bem recebida pelos admiradores de Musset, em particular por Paul de Musset, o irmão do visado, que a parodiou seis meses mais tarde com a obra Lui et Elle.
Sobre esta relação têm sido publicadas diversas obras, entre as quais Les Amants de Venise, George Sand et Musset de Charles Maurras (1902), que leva a cabo um aturado estudo do envolvimento amoroso e do relacionamento intelectual entre eles.

## A obra

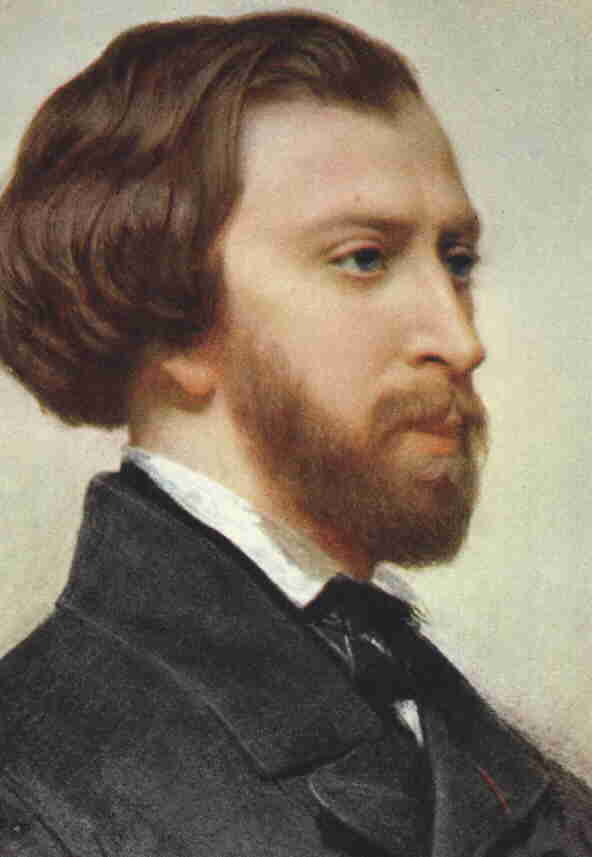
Alfred de Musset.

Da obra Les Nuits (Nuits de mai, d'août, d'octobre, de décembre) (1835-1837) consta o poema Le rideau de ma voisine, que aqui se transcreve por ser representativo da sua obra poética:
| “ | Le rideau de ma voisine Se soulève lentement. Elle va, je l'imagine, Prendre l'air un moment. On entr'ouvre la fenêtre : Je sens mon coeur palpiter. Elle veut savoir peut-être Si je suis à guetter. Mais, hélas ! ce n'est qu'un rêve ; Ma voisine aime un lourdaud, Et c'est le vent qui soulève Le coin de son rideau. | ” |

O poeta francês Arthur Rimbaud foi muito crítico em relação à obra de Musset. Rimbaud escreveu nas suas Lettres du Voyant (Cartas de um Vidente) que a poesia de Musset nada conseguia pois o seu autor "fechava os olhos" perante as visões do espírito (Lettre à Paul Demeny, Maio de 1871).
Seu drama La Coupe et les lèvres foi a base da ópera de Giacomo Puccini intitulada Edgar (1889).
Em 1999, Diane Kurys realizou um filme, intitulado Les Enfants du Siècle, tendo como tema a relação entre Alfred de Musset e George Sand. Em 2005, a obra Il ne faut jurer de rien foi adaptada para o cinema por Eric Civanyan.
O realizador Jean Renoir inspirou-se na peça Les Caprices de Marianne, de Musset, para realizar La règle du jeu.
Em 2006 surgiu uma edição moderna da obra de Musset, com o título de Poésies complètes, com introdução e anotações por Frank Lestringant.

### Obras publicadas

#### Poesia e Teatro
- A ma mère (1824)
- A Mademoiselle Zoé le Douairin (1826)
- Un rêve, L'anglais mangeur d'opium (1828)
- Premières poésies (1829)
- Contes d'Espagne et d'Italie, La quittance du diable , Une nuit vénitienne (teatro) (1830)
- La Coupe et les lèvres, Namouna (1831)
- Spectacle dans un fauteuil (teatro), A quoi rêvent les jeunes filles (1832)
- Lorenzaccio (teatro), Les caprices de Marianne (teatro), Rolla, André del Sarto (1833)
- Fantasio (teatro). On ne badine pas avec l'amour (teatro), Perdican, Camille et Perdican (1834)
- La quenouille de Barberine, La nuit de mai, La nuit de décembre. Le chandelier (1835)
- Il ne faut jurer de rien, Lettre à M. de Lamartine, Faire sans dire, La nuit d'août. Poesias completas (1836)
- Chanson de Barberine (1836)
- Un caprice, La nuit d'octobre, À la Malibran, Emmeline, Les deux maîtresses. Lettres à Dupuis et Cotonet (1837)
- Le fils du Titien, Frédéric et Bernerette, L'espoir en Dieu. Dupont et Durand. Margot (1838)
- Croisilles (1839)
- Les deux maîtresses, Tristesse, Une soirée perdue (1840)
- Souvenir, Nouvelles (« Emmeline », « Le fils du Titien », « Croisilles », « Margot ») (1841)
- Le voyage où il vous plaira, Sur la paresse, Histoire d'un merle blanc, Après une lecture (1842)
- Pierre et Camille, Le secret de Javotte, Les frères Van Bruck (1844)
- Il faut qu'une porte soit ouverte ou fermée, Mademoiselle Mimi Pinson (1845)
- Nouvelles (« Pierre et Camille », « Le secret de Javotte ») (1848)
- Louison. L'habit vert, On ne saurait penser à tout (1849)
- Poésies nouvelles, Carmosine (1850)
- Bettine, Faustine (1851)
- Publicação de Premières poésies (entre 1829 e 1835) e de Poésies nouvelles de 1836 a 1852) (1852)
- La mouche (1853)
- Contes (1854)

#### Teatro
- André del Sarto, 1833
- Les caprices de Marianne, 1833
- Lorenzaccio, 1833
- Fantasio, 1834
- La nuit vénitienne, 1834
- On ne badine pas avec l'amour, 1834
- Barberine, 1835
- Il faut qu'une porte soit ouverte ou fermée, 1845

#### Novelas
- La confession d'un enfant du siècle (autobiográfica), 1836